# 猶太人稅 (羅馬)
猶太人稅（拉丁語：Fiscus Judaicus）是罗马帝国在公元70年摧毁耶路撒冷圣殿后对犹太人征收的税。猶太人稅取代了此前的用来修建圣殿的犹太圣殿税并被罗马人用来修建四帝之年期间被毁位于罗马的朱庇特神庙。将猶太人稅转作修建朱庇特神庙是罗马人羞辱犹太人的方式。在神庙修建完成后，罗马帝国继续征收猶太人稅以劝阻有人改信犹太教。早期基督徒也是猶太人稅的征收对象。